# Kastell Aequinoctium

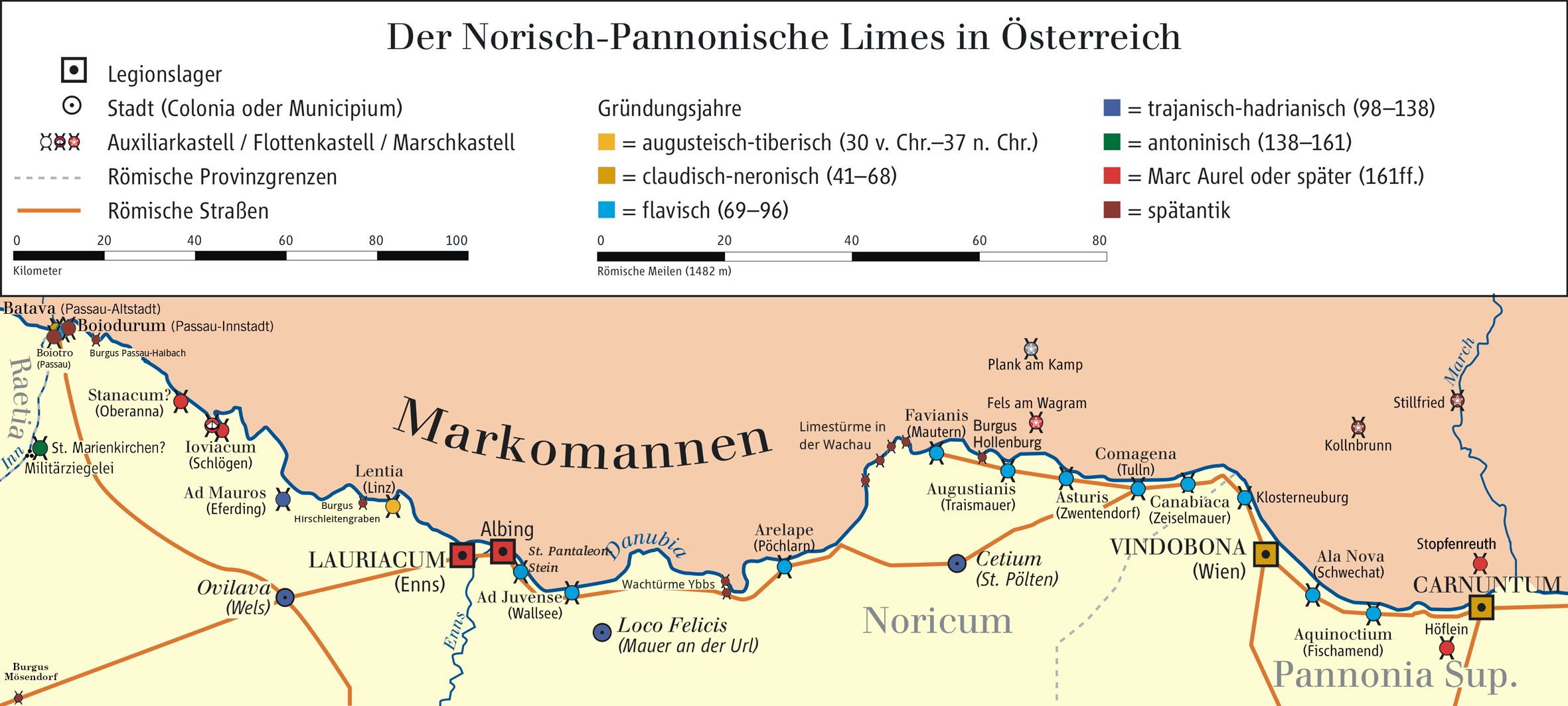

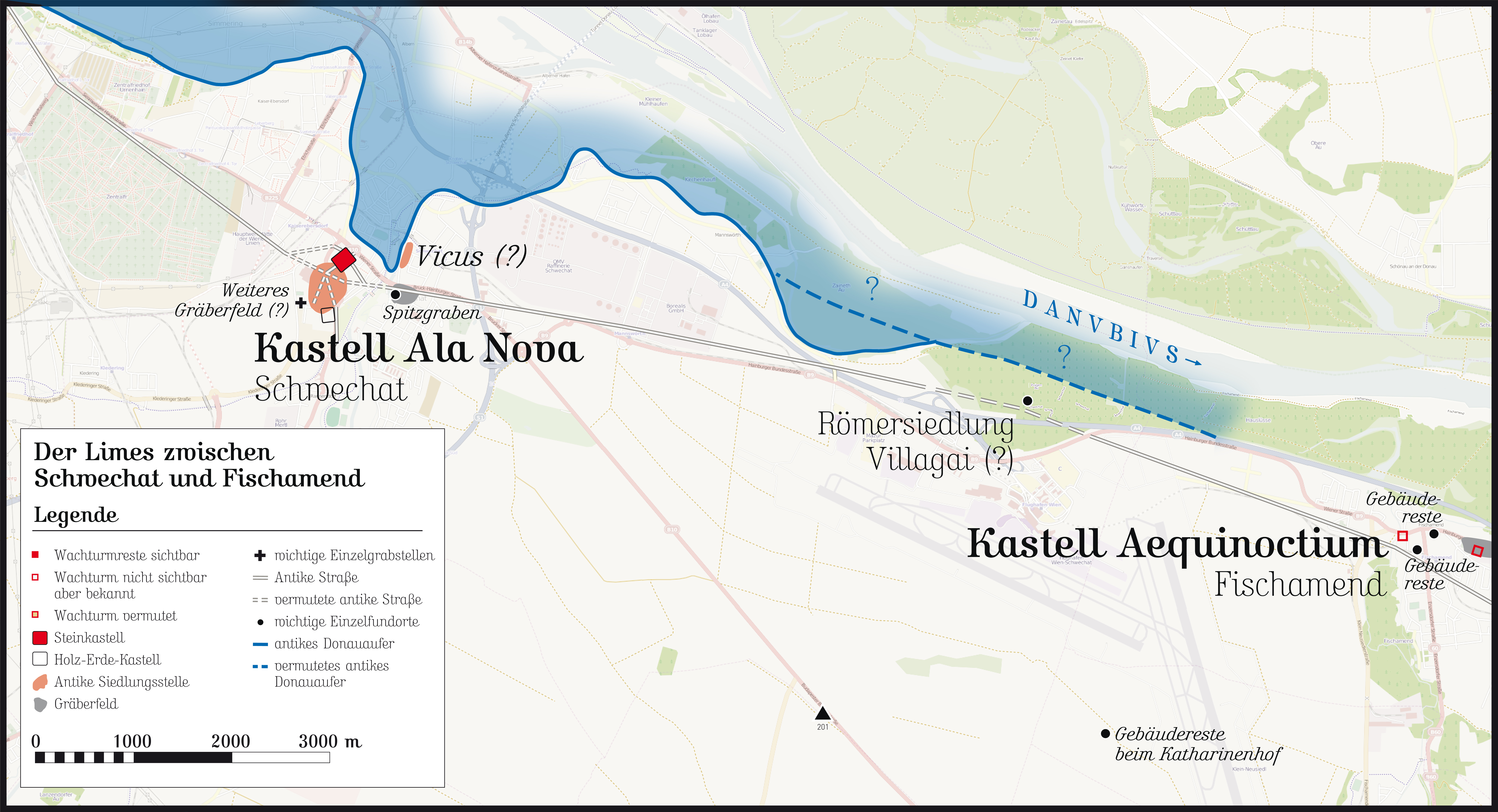
Die Lager der Kastelle in Fischamend und Schwechat mit der sie verbindenden Limesstraße

Lage der Fundstellen in Fischamend nach den Befunden der Grabung im Jahr 1902

Fundstelle Getreideplatz in Fischamend nach den Befunden der Grabung im Jahr 1902

Fundauswahl der Grabung Enzersdorferstraße (Fingerring, gestempelte Keramik und Ziegelstempel der legio X)

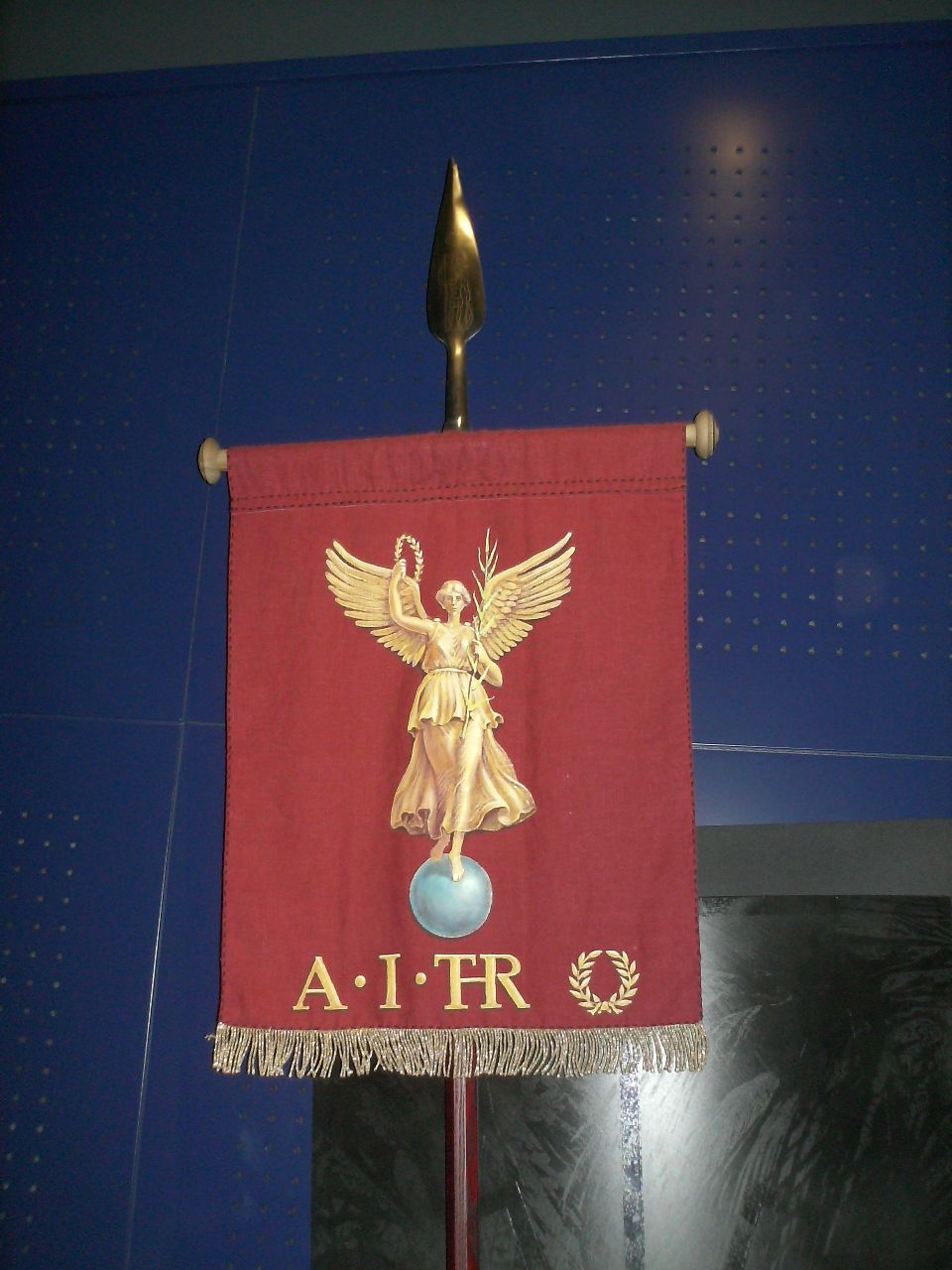
Vexillum der Ala I Thracum victrix

Gräberfeld Fischamend nach den Befunden der Grabungen in den Jahren 1900–1901

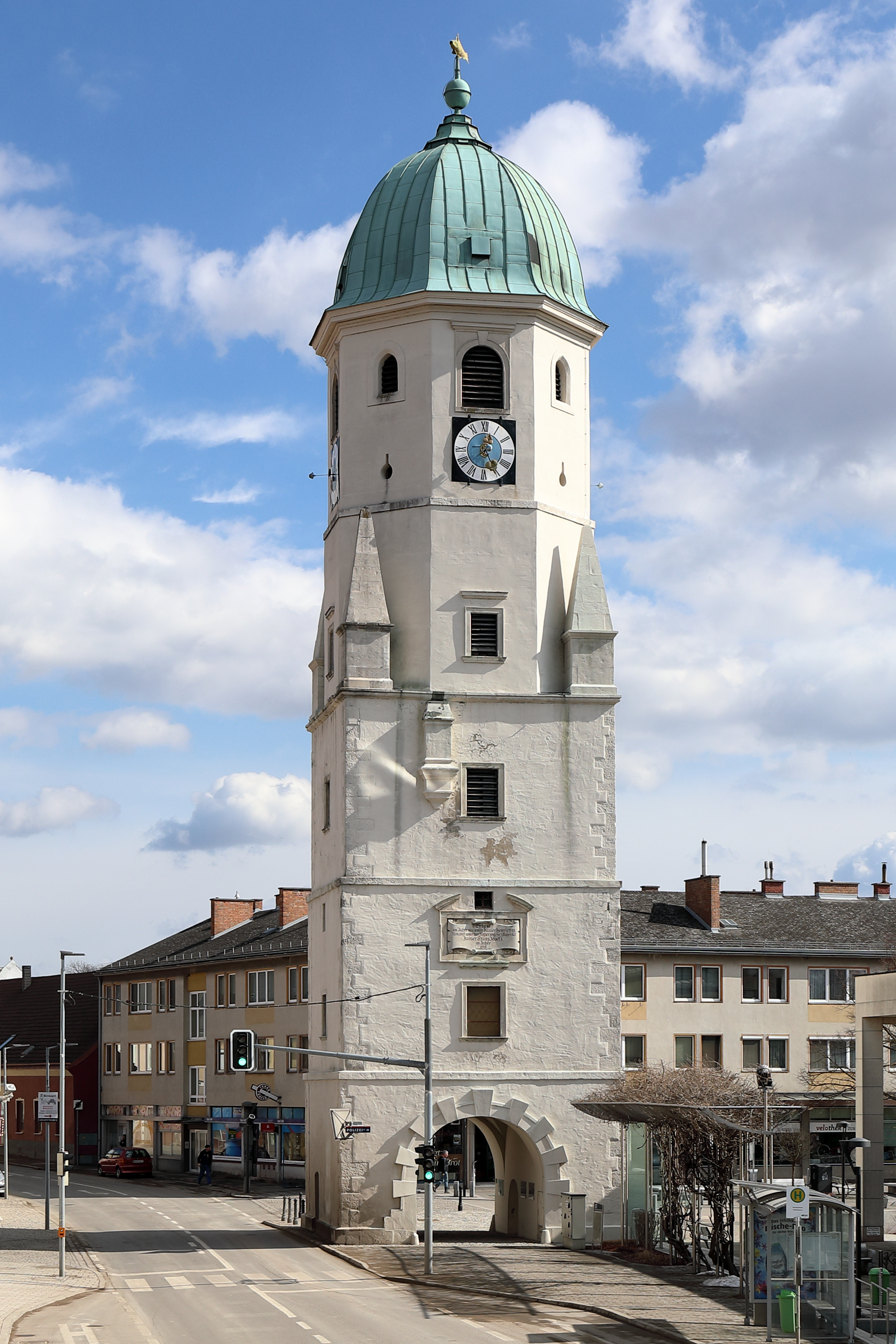
Der Marktturm in Fischamend beherbergt heute das Stadtmuseum

Kastell Aequinoctium war Bestandteil des oberpannonischen Limes in Österreich. Es befindet sich im Bundesland Niederösterreich, Bezirk Bruck an der Leitha, auf dem Gemeindegebiet von Fischamend. Neben dem Kastell (Reiterlager) werden in diesem Artikel zusätzlich die Wachtürme von Fischamend, Maria Ellend und Regelsbrunn beschrieben.

## Name
Der antike Name des Kastells bedeutet „Nachtgleiche“. Damit wird in der Antike die Tagundnachtgleiche bezeichnet, also die Tage im Jahreszyklus, an denen die Tagesstunden und die Nachtstunden von gleicher Länge sind (Frühjahr- und
Herbstäquinoktium) und die auch den Beginn der Jahreszeiten markieren. Eine plausible Erklärung dieser bemerkenswerten Namensgebung ist bisher nicht gelungen. Er wird in der Tabula Peutingeriana, im Itinerarium Antonini sowie in der Notitia Dignitatum (Aequinoctiae) erwähnt. Der österreichische Archäologe Friedrich von Kenner (1834–1922) vermutete zuerst einen Abschreibfehler des Kopisten, da er diesen Begriff (Aequinoctium anstatt Aequilancium) nicht unbedingt mit einem Militärstützpunkt der Donaugrenze in Zusammenhang bringen wollte. Dennoch ging auch für ihn der ungewöhnliche Name dieses Ortes auf die Entfernung zwischen Vindobona (Wien) und Carnuntum (Bad Deutsch-Altenburg) zurück, da er genau zwischen den beiden Legionslagern lag. Sein Vorschlag eines Kopistenfehlers ist jedoch schwer nachzuvollziehen, da doch drei unterschiedliche antike Quellen alle die Namensform Aequinoctium bezeugen. Sollte dieser Umstand aber nicht dem Ortsnamen zugrunde liegen, so
„… zielt gewiss der Sinn des ersten Teiles des Namens (aequi-) auf die Lage dieses Postens auf halbem Wege zwischen Vindobona und Carnuntum ab.“ 
Der Ansicht Kenners, dass der antike Name von Fischamend auf eine gleiche Entfernung von beiden Richtungen her hinweist, schlossen sich auch András Graf, Emil Höring und Wolf-Armin von Reitzenstein an. Wilhelm Kubitschek (1858–1936) hob in diesem Zusammenhang hervor, dass nach Eduard Polaschek
„..der Name Aequinocto, wohl dem Soldatenwitze entsprungen und eine militärische Raststation zu bezeichnen scheint. Hier erreichten und überschritten die vom Stammlager Carnuntum bis nach Vindobona westwärts patrouillierenden Legionäre den Zenit ihrer täglichen oder in mehrtägigen Intervallen sich wiederholenden Ost-West-Bewegung“.

## Lage
Der historische Kern von Fischamend und seiner römerzeitlichen Fundstellen liegen auf einer Schotterterrasse, die durch die Fischa geteilt wird. Auch heute noch zeigt sich ein deutlicher Abfall der nördlichen Terrassenkante zum Schwemmland der Donau, der heutigen Schüttlau. Diese Art von großflächigen Schotterterrassen prägen die Landschaft von Wien bis Bad Deutsch-Altenburg. Die den Strom zufließenden Wasserläufe durchstoßen diese und bilden dabei kleine Täler mit steil ansteigenden Uferwänden. Auch die Fischa, die durch den Zusammenfluss des Fischerbaches mit dem Reisenbach entsteht, strömt auf dem Grund einer solchen – rund drei Kilometer breiten – Talsohle zur Donau.
Der Ort lag in der Antike ziemlich genau auf halber Strecke zwischen Carnuntum und Vindobona. Während die Tabula Peutingeriana Aequinoctium mit 14 Meilen von Carnuntum als auch von Vindobona angibt, geht aus dem Itinerarium Antonini keine genaue Angabe der Entfernungen hervor (Aequinoctio et Ala Nova in media). Er lag offenbar an einem wichtigen Achsenkreuz, das durch zwei (postulierte) Vermessungslinien gebildet wurde, die ihren Ausgang in Savaria und Carnuntum nahmen. Für die Wahl des Siedlungsplatzes im Mündungsbereich der Fischa werden aber nicht diese großräumigen Lagebeziehungen, sondern sicherlich die lokale Topographie und die geomorphologischen Rahmenbedingungen vor Ort ausschlaggebend gewesen sein. Der Ortsname legt außerdem nahe, dass den römischen Landvermessern diese Zusammenhänge durchaus bekannt gewesen sind.

## Forschungsgeschichte

### Frühe Beobachtungen
Die ersten Erwähnungen von Mauerresten eines Kastells bei Fischamend stammen aus den Jahren 1736–1737, als die Engländer Jeremiah Milles und Richard Pococke Europa bereisten. Auf dem Weg von Wien nach Petronell gelangten sie auch nach Fischamend. Ungefähr eine Viertelmeile davor beobachteten sie an der rechten Straßenseite einen Graben und Mauerreste, die ein größeres Stück Land am Ufer der Fischa umgaben. Es wies in seiner Mitte kleine Schutthügel auf, genau so wie sie es schon in Petronell gesehen hatten. Diese Ruinenstätte war bereits von Luigi Ferdinando Marsigli beschrieben worden.
Auch M. Klein berichtet von den Überresten eines ungewöhnlich großen Kastells, das auf halbem Weg zwischen Maria Ellend und Fischamend gelegen haben soll. Es soll 1589 Klafter von Fischamend und 944 Klafter von Maria Ellend entfernt gewesen sein und sich bis zu 256 Klafter am Donauufer entlang erstreckt haben. Johann Christoph von Jordan stellte den römischen Ursprung der Ruinen entschieden in Abrede, da er sie für aus dem Mittelalter stammend hielt. Friedrich von Kenner hielt sie wiederum für römisch.
Weitere Nachrichten über das römische Fischemend kennen wir aus den Antiquarischen Erforschungen eines gewissen F. F. Wachter, die er um 1821, anlässlich einer Fahrt nach Petronell, verfasste. Ein Pfarrer berichtete ihm von einer Reihe von Grabhügeln
„… die am östlichen Eingang in den Flecken hart bey einer Feldkapelle lagen, in denen römische Münzen nebst Bruchstücken von Gefäßen gefunden wurden“.
Überreste einer Wallanlage fanden sich angeblich auch am rechten Ufer der Fischa:
„… etwa 400 Schritte unter der Pfarrkirche“. Neben Spuren einer Römerstraße bei Fischamend „parallel mit der Poststraße“ und „… etwa bis gen Ellend hin“ wird dann vor allem auf Spuren einer ganzen Kette von römischen Kastellen hingewiesen, „… mit doppelten Walle vom Kreuz an bis zu einem Straßenbuckel, links längst der Poststraße hinziehend.“
Kleinfunde, die zwischenzeitlich immer wieder gemacht wurden, gingen verloren, so ein stark beschädigter Mithrasaltar, der einen um 1850, in Schwadorf, entdeckten Exemplar sehr ähnlich gewesen sein soll, und ein beim Bahnbau Götzendorf an der Leitha–Klein-Schwechat aufgetauchter „säulenförmiger Stein“ mit einer aus mehreren Zeilen bestehenden Inschrift, vermutlich ein Meilenstein. Danach wurden öfters systematische Grabungen durchgeführt oder bei diversen Erdarbeiten antike Funde geborgen.

### 1900 bis 2000
1900–1901: Die erste wissenschaftliche Grabung wurden von Oberst Maximilian von Groller-Mildensee durchgeführt. Vor den Häusern Fischamend Nr. 1 und 2 wurde anlässlich der Aufbringung einer neuen Straßenpflasterung ein aus Ziegelplatten (Tegulae) gemauerter Kanal beobachtet. In Fischamend Nr. 1 und in der Hainburgerstraße 16 wurde in einem Wirtschaftsgebäude ein 4 × 5 m großer Ziegelboden entdeckt. Die Ziegelstempel stammten von der Legio X Gemina, weiters wurde eine Brandschicht festgestellt. Im Hof desselben konnte eine quer verlaufende Mauer unter dem Bodenniveau sondiert werden.
Groller-Mildensee führte 1901 im Viehhof die Ausgrabungen fort und konnte dabei mehrere römische Mauerreste freilegen. Eine Schwelle aus Gusswerk und ein mit Klaubsteinen gepflasterter Platz werden in diesem Zusammenhang erwähnt. In einer Brandschuttschicht konnten diverse Kleinfunde geborgen werden. Südlich des Anwesens, auf einer Ackerfläche, wurde ein rot verfärbter Lehmstampfboden von 10 × 18 m entdeckt; es folgte ein Kiesstreifen, den Groller als Rest einer Straße deutete. An Kleinfunden konnten Münzen des Trajan bis Septimius Severus, diverse Keramik, Terra Sigillata, Eisenfragmente und Ziegel sichergestellt werden.
Weitere Ausgrabungen erfolgten am Getreideplatz. Hier gelang es Groller, die Reste zweier Gebäude freizulegen. Im Gebäude A (zwei Räume, rund 10,20 × 10,75 m) wurden Überbleibsel von Glasfluss gefunden. Im Gebäude B (eine Mauerecke von 6,4 m und 6 m) konnte ein Heizkanal und davor Pfostenlöcher erkannt werden. An Fundobjekten konnten Glasfragmente, eine Kupferpfanne, eine Lanzenspitze, Reste von bemalten Wandverputz und das Fragment einer Gewandfibel sichergestellt werden.
1903: Diese Untersuchung wurde vom Grabungsleiter von Carnuntum, Alois Hauser, durchgeführt. Er konnte unter anderem in den Fundamenten des Stadtturmes römisches Mauerwerk nachweisen. An der Kreuzung der Straße Wien – Preßburg (Bratislava) mit der Bahnlinie Götzendorf an der Leitha–Klein-Schwechat wurden Bruchstücke eines Meilensteines gefunden, die allerdings bis heute als verschollen gelten.
1940: Beim Bau einer Industriesiedlung zwischen Bahnhof Fischamend-Markt und der Bundesstraße Wien – Preßburg kamen römerzeitliche Kochgruben mit Keramik und Speiseresten zutage. Die dabei gemachten Keramikfunde stammen aus dem 2./3. Jahrhundert.
1956: Vor dem Haus Enzersdorferstraße 3, beim Getreidemarkt, wurde bei Setzung eines Lichtmastens eine nach West-Ost orientierte Bestattung angeschnitten (Franz Hampl), die zwar aus dem Mittelalter stammte, aber in römischen Siedlungsboden eingetieft war. Das Skelett wurde in gestreckter Rückenlage zusammen mit dem Rest eines eisernen Gegenstandes (Messer?) vorgefunden. In dieser Siedlungsschicht wurden Teile eines Estrichs bestimmt und Keramikscherben geborgen. Die Knochen wurden in die Anthropologische Abteilung des Naturhistorischen Museums in Wien gebracht.
1975:
Im Hof des Gasthaus Schirmer kamen 1975 bei Fundamentierungsarbeiten für eine Gartenmauer wieder römische Funde zutage (Sigillata-Bilderschüssel, grautonige Scherben und eine Tonkugel). Die Funde befinden sich heute in Privatbesitz.
1984: Diese Grabung des Bundesdenkmalamt Wien (BDA) wurde gemeinsam mit dem Kultur- und Museumsverein Mannersdorf am Leithagebirge durchgeführt. Auf der Parzelle 216/2, Enzersdorferstraße war die Errichtung eines Wohnblocks geplant. R. Wimmer konnte in der Baugrube Enzersdorferstraße 5 an den Wänden mehrere grubenartige Verfärbungen beobachten. Im teilweise untersuchten Aushubmaterial konnten auch zahlreiche Funde ausgelesen und bei einer anschließenden Begehung der Parzellen noch weitere Streufunde gemacht werden. Das BDA untersuchte die Baugrube bis 4,7 m unter dem heutigen Niveau; dabei konnten zwei Gruben als Zisternen mit hölzerner Auskleidung identifiziert werden. Eine andere Grube mit Pfostenlöchern war mehrschichtig verfüllt, unter anderem mit einer Brandschicht. Grube 10 war 2,7 m in den Schotter vertieft und zeigte an den Rändern teilweise Kalkrückstände (Kesselstein?); sie wurde ebenfalls als Zisterne angesehen. An Fundobjekten wurde dokumentiert: Keramikscherben (Terra Nigra, Terra Sigillata), eine Münze des Mark Aurel (Prägejahr 176 oder 178 n. Chr.), das Fragment eines Silvanusaltars aus Kalkstein (gefunden bei der Begehung), diverse Eisenfragmente, Tierknochen, eine beinerne Nadel, Teile von Bekleidung, ein Fingerring, eine Fibel und Ziegelstempel der Legio X Gemina. Die Funde befinden sich heute teilweise in Privatbesitz.
1986: Im Jahr 1986 wurde bei der Verlegung einer Gasleitung in der Flur „Neurisse“, etwa 3,85 km südöstlich der Pfarrkirche, eine Abfallgrube mit kaiserzeitlichem Fundmaterial (Keramik) festgestellt. Die Funde befinden sich in Privatbesitz.
2000: Die Grabung wurde vom BDA durchgeführt. Im Süden von Fischamend-Markt konnte auf Parzelle 991/1 anlässlich der Errichtung einer Gasleitung eine Fläche von 800 m² durch das BDA (Christian Mayr) untersucht werden. Die dabei festgestellten Pfostenlöcher und ein Fundamentgräbchen gehören zu einem römerzeitlichen Holzbau. Die Fundstelle liegt drei Kilometer südöstlich des Ortes und 2,5 km nördlich des Ludwigshofes. Die Fundobjekte, Keramikgefäße, werden vom BDA verwahrt.

## Kastell
Die Lage des Kastells ist bis dato unbekannt geblieben; laut früheren Berichten könnte es sich auch auf der Niederterrasse nördlich des heutigen Ortskernes befunden haben. Die bisherigen Befundaufnahmen auf der Hochterrasse lassen keine eindeutige Aussage für die Nutzung des Areals als Militärstützpunkt zu. Der Standort des Reiterlagers wurde am rechten Flussufer, unter dem heutigen Fischamend vermutet, obwohl einiges dagegen spricht wie zum Beispiel die gute Einsicht auf diese Position von beiden Uferhängen her und die ständige Hochwassergefahr. Bisher konnte trotz kleinerer Sondierungen nichts Gegenteiliges festgestellt werden. Die Lokalisierung der spätantiken Befestigung, in der die Equites Dalmatae untergebracht gewesen waren, wird man sich wohl am ehesten auf der Kuppe im Zwickel zwischen der Fischa-Mündung und dem ehemaligen Altarm der Donau, auf dessen östlichem Ende die Pfarrkirche von Fischamend steht, vorzustellen haben Diese kleine, sanfte Erhebung könnte einerseits für eine spätantike Kleinbefestigung, die direkt zur Donau hin orientiert war, gerade noch genügend Platz geboten haben.

## Funktion und zeitliche Einordnung
Der Zweck dieses Kastells kann nur der Flankenschutz der beiden Legionslager Vindobona und Carnuntum gewesen sein. Von den Talhängen rund um Fischamend hat man außerdem bei klarem Wetter eine ausgezeichnete Fernsicht über das Wiener Becken bis zum Schneeberg, der Rax und den beiden Ufern der Donau bis zur slowakischen und ungarischen Grenze. Da in Fischamend selbst aber bisher keine großflächigen archäologischen Grabungen durchgeführt werden konnten, wäre ein Datierungsversuch des Kastells reine Spekulation. Friedrich von Kenner glaubte, dass es unter Vespasian errichtet wurde. Eduard Polaschek meinte, dass Aequinoctium auch noch im 2. Jahrhundert n. Chr. kein Auxiliarlager, sondern nur ein Beobachtungsposten an diesem Abschnitt der Donaugrenze war. Er berief sich dabei auch auf die von Groller beschriebenen Türme bei Fischamend, hierbei vor allem auf den Holzturm (siehe unten), wollte sich aber nicht endgültig darauf festlegen, da ihm auch der Fund des Ziegelbodens aus der ersten Hälfte des 2. Jahrhunderts bekannt war. Im Übrigen wies für Polaschek der Name Aequinoctium sowieso nur auf eine Art militärisch genutzter „Raststation“ aus dem 1. Jahrhundert n. Chr. hin (siehe oben). Erich Swoboda dachte an eine Errichtung des Kastells unter Claudius, wollte dabei jedoch nicht ausschließen, dass dieses Gebiet für das römische Oberkommando aufgrund seiner Bodenbeschaffenheit (eine bis zu 15 km tiefe, versumpfte Zone, nur gering besiedelt) und durch Klientelverträge mit den Stämmen nördlich der Donau ohnehin genügend abgesichert und ein eigenes Kastell in diesem Abschnitt daher nicht notwendig war. Seiner Ansicht nach wurde das Auxiliarkastell erst unter Domitian errichtet, da sich die Barbaren als zu wankelmütig erwiesen hatten. A. Neumann nahm für Aequinoctium das 1. oder 2. Jahrhundert n. Chr. als Zeitpunkt für dessen Erbauung an.

## Garnison
Aufgrund des Mangels an geeigneten Fundmaterial (vor allem Inschriften) und dem Umstand, dass das Kastell bis heute nicht lokalisiert werden konnte, lassen sich über seine Besatzung keine stichhaltigen Angaben machen. Das Kastell wurde wahrscheinlich von einem der beiden benachbarten Legionslager aus versorgt bzw. bemannt (z. B. Ziegelstempel der legio X Gemina aus Fischamend). Die Archäologen Jenő Fitz und János Szilágyi waren hingegen der Meinung, dass in Aequinoctium gar keine Auxiliartruppe stationiert war. Dennoch hielt es Fitz aufgrund der Angaben auf einem Militärdiplom aus Brigetio (133 n. Chr.) für nicht ausgeschlossen, dass Angehörige dieser Einheit, i. d. F. der ala prima Thracum victrix („die erste Kohorte der Thraker, siegreich“), auch westlich von Carnuntum entweder in Ala Nova (Schwechat) aber eben auch in Aequinoctium stationiert gewesen sein könnten. Für die Spätantike lässt sich, aufgrund der Erwähnung in der Notitia Dignitatum, eine Reitereinheit der equites Dalmatae („dalmatinische Reiter“) nachweisen. Sie zählten zur Armee des Dux Pannoniae Primae et Norici Ripensis.

## Vicus
Die Lage des römischen Siedlungsplatzes (Vicus) kann durch eine Reihe von baulichen Überresten und Kleinfunden bestimmt werden:
- zwischen Bahnhof und Bundesstraße: Kochgruben mit Keramik und Tierknochen,
- Enzersdorferstr. 3: fünf Siedlungsgruben/Zisternen/Keramik/Silvanusaltar,
- Getreideplatz: Reste von zwei Gebäuden,
- Hainburgerstraße 16 (ehem. Nr. 1): Ziegelkanal/Mauerreste/Ziegelstempel der Legio X gemina,
- Hainburgerstr. 18/2: Mauerreste.

Im Flussbett der Fischa fanden sich außerdem Reste von Holzpfählen, die vermutlich zur Stützkonstruktion einer Brücke gehört haben.

## Gräberfeld
1900 wurde durch Oberst Maximilian von Groller-Mildensee auch das Gräberfeld von Aequinoctium näher erforscht. Am rechten Uferplateau der Fischa, direkt bei der Bundesstraße, konnten zwei Reihen römerzeitlicher Gräber, insgesamt 8, entdeckt und näher untersucht werden (bustum-Bestattungen). Gefunden wurde ein Kindersarkophag und einige Kleinfunde. 1906 konnte von Josef Bortlik in der Hainburgerstraße 143 ein Ziegelplattengrab, das ein Skelett enthielt, ausgegraben werden. Am 10. Juni 1922 war östlich vom Eingang Hainburgerstr. 111 ebenfalls ein römisches Skelettgrab aus dem 4. Jahrhundert beobachtet worden. In der Folgezeit stieß man bei Baumaßnahmen oder Erdarbeiten immer wieder auf derartige Grabanlagen. Die Funde konnten aber bedauerlicherweise zum größten Teil nicht sichergestellt werden und verschwanden spurlos.

## Limesverlauf
vom Kastell Aequinoctium bis zum Kleinkastell Höflein
| ON/Name                | Beschreibung/Zustand |  |
| ---------------------- | --- |  |
| Wachtürme Fischamend   | Östliche Türme: Groller-Mildensee konnte in den Jahren 1901 bis 1903 an beiden Ufern der Fischa zwei steinerne Wachtürme freilegen. Vom östlichen Turm fand sich auch der hölzerne Vorgängerbau. Von letzteren fanden sich noch spärliche Reste der unteren Balkenlage. Die NW-Ecke, ein Teil der Ostseite und die Reste eines Pfahls von der Südseite. Aufgrund dieser Befunde vermutete Groller einen quadratischen Turm. Die N-Seite maß 4,50 m, die anderen waren vermutlich in etwa gleich lang. Der Turm war zusätzlich von einer kreisrunden 80 cm breiten Umwehrung umgeben (Durchmesser 15 m) und durch Feuer vernichtet worden. In seiner NW-Ecke fanden sich noch geschmolzene Reste von Schildbuckeln und Helmen, darunter auch ein Sesterz aus der Zeit Kaiser Nervas, ein Hinweis darauf, dass der Turm vermutlich im letzten Jahrzehnt des 1. Jahrhunderts n. Chr. zerstört worden ist. Von seiner Konstruktion her war er mit den Türmen am obergermanischen Limes vergleichbar im Gegensatz zu diesen aber zusätzlich mit einer steinernen Mauer umgeben. 94 m östlich, etwas näher am Donauufer, stand der Steinturm, der 6 × 6 m im Quadrat maß. Teilweise war auch noch etwa bis zu 70 cm hoch aufgehendes Mauerwerk vorhanden. Da auch zahlreiche Ziegelbruchstücke gefunden wurden, vermutete Groller-Mildensee, dass er mit einem Ziegeldach abgedeckt war. Tierknochen und Scherben von Gebrauchsgeschirr wiesen weiters darauf hin, dass der Turm wohl ständig besetzt war. Außerhalb des Turmes wurde noch ein eiserner Stilus und eine Pilumspitze geborgen. Westlicher Turm: Vom zweiten Steinturm, westlich von Fischamend, konnten die Süd- und Westfront, je ein Teil der Ost- und der Nordseite sowie ein Stück des Bodenestriches aufgedeckt werden. Die Abmessung ergaben ein Rechteck von 6,38 × 6,68 m. Das Turmfundament wies eine 1,75 m hohe und 80 bis 90 cm starke massive Mauerstruktur auf, die aus ungewöhnlich großen Bruchsteinquadern zusammengefügt war. Die solide Bauweise erklärte sich Groller-Mildensee aus dem umliegenden Terrain, da die Sicht auf die Donau von hier etwas eingeschränkt war und der Turm damit höher als üblich gewesen sein muss. An seiner Westseite konnte Groller auch eine Grabstätte aufdecken. An der Fußseite des Skelettes lagen noch die Nägel für die Sohlenbefestigung. Wahrscheinlich handelte es sich hierbei um das Grab eines römischen Soldaten, da Form, Größe und Verteilung der Nägel mit Abdrücken auf Ziegeln und mit vergleichbaren Funden aus Carnuntum übereinstimmten. |  |
| Wachtürme Maria Ellend | Der Ort liegt ungefähr 16 km westlich von Schwechat und gehört zur Gemeinde Haslau-Maria Ellend (Bezirk Bruck an der Leitha). Groller-Mildensee konnte von 1901 bis 1903 drei Türme nordwestlich, nur wenige Meter vom Donauufer entfernt, weiters eine römerzeitliche Gebäudegruppe einen Kilometer vom Ellender Hof und noch eine dritte 2,5 km westlich der letztgenannten freilegen. Die alte Kirche: Die Region um Maria Ellend wurde des Öfteren mit dem Vorhandensein römischer Wach- und Beobachtungsposten in Verbindung gebracht. F. v. Kenner positionierte einen solchen oberhalb von Elend, wobei er sich hierbei wieder auf M. Klein berief. 1896 stieß eine k.u.k. Pioniertruppe beim Wegebau im NW von Maria Ellend auf eine „bis dahin nicht bekannte Mauer“. Man glaubte hierbei die Reste der so genannten „alten Kirche“ vor sich zu haben, da nach einer Eintragung in der Pfarrchronik die Dorfkirche von Maria Ellend bis 1770 direkt am Donauufer gestanden hatte. 1901 legte Groller-Mildensee im Auftrag der Limeskommission der kaiserlichen Akademie der Wissenschaften die Mauerreste wieder frei, da man hier einen Wachturm vermutete. Aufgrund der Beschaffenheit des Mauerwerkes deutete er es in der Folge auch als Überrest solch eines Turmes der auch nachantik genutzt wurde. Turmanlagen Ellender Hof: Im Zusammenhang mit der Erforschung der Limesstraße, 1901, war die Limeskommission zur Auffassung gelangt, dass diese nahe am so genannten Ellender Hof vorbeigeführt haben musste. Obwohl im Zuge der Untersuchungen keinerlei Spuren einer Römerstraße entdeckt werden konnten, fand man dennoch Reste von mindestens zwei Ansiedlungen, von denen man vermutete, dass auch sie im irgendeinen Zusammenhang mit der Grenzsicherung gestanden hatten. Besatzung, genaue Datierung und Funktion dieser Anlagen konnten nicht zweifelsfrei eruiert werden. Gebäudegruppe 1: Diese lag ein Kilometer westlich vom Ellender Hof. Sie bestand aus fünf Gebäuden, von denen eines Groller-Mildensee als Turmbau deutete. Bei dieser verstreuten Ansiedlung konnte ein 230 m westlich der Häusergruppe liegendes Gebäude ebenfalls als Straßenturm erkannt werden. Der Unterschied zu anderen bisher bekannten Türmen bestand darin, dass dieser eine etwas geringere Größe aufwies. Seine Maße betrugen nur 12,45 × 12,80 × 11,65 × 12,70 m. Der Turm war weiters von einer 4,80 × 4 m messenden Umwehrung umgeben. Gebäudegruppe 2: Die andere – etwa 2,5 km entfernte – Gruppe setzte sich aus drei Bauwerken zusammen, von denen das nördliche ebenfalls als Straßenwachturm angesehen wurde. Dieser weist einen rechteckigen Grundriss von 9,7 × 8,2 m auf. Die Mauerstärke betrug 4,20 × 4,35 m. Die Fundamente lagen auf einer Schicht Rollschotter, ein wenig aufgehendes Mauerwerk war ebenfalls noch vorhanden. Auch dieser Turm war zusätzlich von einer Umwehrung umgeben. Ungefähr 1,80 m von der nordöstlichen Seite der Turmumwehrung wurde ein weiteres Gebäude entdeckt (quadratisch, 3,50 × 3,20 m, Stärke der Mauer rund einen Meter). Aus der Lage der Bauten zueinander zog Groller-Mildensee den Schluss, dass diese möglicherweise als Sperr- und Kontrollposten gedient hatten. |  |
| Wachturm Regelsbrunn   | 600 m südöstlich von Bruck/Leitha, befindet sich die Ortschaft Regelsbrunn. Hier entdeckte Groller-Mildensee die Fundamente von zwei Gebäuden, aufgehendes Mauerwerk war nicht mehr vorhanden, vereinzelt fanden sich aber noch Bruchstücke römischer Ziegel. Die Fundamente, noch relativ gut erhalten, maßen 30–50 cm in der Höhe und 40–50 cm in der Breite. Sie waren von derselben Machart wie beim Wachturm „in der Sulz“ bei Höflein. Beim östlichen der beiden Gebäude fiel vor allem die Größe seiner beiden Räume auf (17,25 × 9,90 m und 10,95 × 7,75 m). Das westlich gelegene (nur ein Raum, 5,50 × 6,60 m), wurde von Groller-Mildensee als Wachturm angesehen. Weiters wurden noch einige Kleinfunde, Terra Sigillata und zwei Münzen des Valerian und des Maximianus gefunden. |  |
| Burgus Rohrauer Wald   | Dieser Gebäudefund wurde im Zuge der Straßenforschungen der Limeskommission, 1900, durch Groller-Mildensee beschrieben. 1899 entdeckt, wurde er ein Jahr später wieder überbaut und war danach für genauere Untersuchungen nicht mehr zugänglich. Neben einem etwas größeren wurde noch die Reste ein unregelmäßig viereckiges Gebäude (Maße 10 × 11 m) freigelegt. Da die Abmessungen dafür etwas zu groß schienen, wurde es von Groller-Mildensee nur unter Vorbehalt als Straßenturm eingeordnet. Seine flächenmäßige Ausdehnung deutete eher auf einen Burgus hin, gegen den aber wiederum die viel zu geringe Mauerstärke (60 cm) sprach. |  |

## Denkmalschutz
Die Anlagen sind Bodendenkmäler im Sinne des Österreichischen Denkmalschutzgesetzes. Nachforschungen und gezieltes Sammeln von Funden ohne Genehmigung des Bundesdenkmalamtes stellen eine strafbare Handlung dar. Zufällige Funde archäologischer Objekte (Keramik, Metall, Knochen etc.), sowie alle in den Boden eingreifenden Maßnahmen sind dem Bundesdenkmalamt (Abteilung für Bodendenkmale) zu melden.

## Hinweise
Von Wien aus erreicht man Fischamend über die Ost Autobahn A4, weiter auf der B9 Richtung Enzersdorf/Fischa und dann entlang der B60, der Preßburger- und Leitha-Bundesstraße. Über den Donau-Radweg von Wien am rechten Donauufer bis nach Orth an der Donau, von dort über die Donau nach Fischamend.
Das 1927 eröffnete Heimatmuseum ist im so genannten Fischaturm untergebracht, der 1050 als Grenzwachturm unter Heinrich III. errichtet worden war. Die Dauerausstellung auf sechs Stockwerken präsentiert die Geschichte des Ortes. Im ersten Stock sind Funde aus dem römischen Aequinoctium ausgestellt. Zu sehen sind zahlreiche Tongefäße, Becher, Lämpchen, Ziegel und Keramikbruchstücke sowie eine Reihe römischer Münzen.